# Chilades pharaonis
Chilades pharaonis är en fjärilsart som beskrevs av Otto Staudinger 1894. Chilades pharaonis ingår i släktet Chilades och familjen juvelvingar. Inga underarter finns listade i Catalogue of Life.